# Juan Ruiz Olazarán
Juan Ruiz Olazarán (Santander, Cantàbria, 3 de febrer de 1901 – Mèxic, 31 de març de 1996) va ser un polític espanyol, president de la Diputació Provincial de Santander durant el transcurs de la Guerra Civil espanyola com a membre del PSOE integrat en la coalició del Front Popular entre el 17 d'agost de 1936 i finals del mateix mes de 1937.

## Biografia
Va néixer en el si d'una família d'11 fills. Cambrer de professió, fou un membre destacat del Partit Socialista Obrer Espanyol a Cantàbria.
Del 17 d'agost de 1936 fins a l'1 de febrer de 1937 va presidir la Diputació provincial de Santander. El dia 8 de febrer es va estendre acta de constitució del Consell Interprovincial de Santander, Palència i Burgos, veritable òrgan d'autogovern regional que presidí ell mateix. En constituir-se el Consell, va quedar dissolta la Comissió Gestora Provincial, assumint aquest les competències de la Diputació Provincial.
Després de la caiguda de Bilbao i el seu Cinturó de Ferro, en juny de 1937, forma part de la Junta Delegada del Nord amb seu a Santander. Quan cau Santander en mans de les tropes italianes, es trasllada a Gijón i després a Bordeus (França). Des d'allí passa a València. És nomenat director general de l'Administració Local i després Director General de Seguretat, del que dimiteix per discrepàncies amb Juan Negrín.
En concloure la Guerra Civil, marxa a França on fou internat en el camp de concentració d'Argelers d'on es va escapar al cap de quatre mesos per reunir-se a Bordeus amb la seva esposa i familiars. En juny de 1939, va assumir el càrrec de cap del SERE a Perpinyà d'ajuda als refugiats i reclosos en camps de concentració. El 5 de setembre va ser arrestat per la policia al domicili social de la SERE amb el pretext de l'organització d'activitats comunistes i Olazarán fou empresonat i incomunicat. El diputat socialista de la regió en va gestionar la sortida de la presó.
A Saint-Nazaire (Loira Atlàntic) va embarcar a Santo Domingo en el France on va arribar el 12 de desembre de 1939. Després de quatre mesos va marxar a Cuba i posteriorment, en 1940, a Mèxic.
A Mèxic va presidir la Junta d'Auxili als Republicans Espanyols (JARE), per atendre als exiliats, l'Agrupació Socialista entre 1946 i 1951, va ser membre d'UGT i va fundar la "Benéfica Hispana", una Mútua d'inspiració socialista.
Professionalment es va dedicar al món editorial, fundant l'empresa Offset Hispano S.A., i creant en 1954 l'Asociación d'Industriales Litógrafos i que, anys més tard, va donar lloc a la Unión de Industriales Litógrafos de Mèxic. Per això va acudir en 1963 al congrés de la Confederació de l'Organització Internacional del Treball en representació dels empresaris mexicans. Va ser director, també de la revista Transformación, òrgan d'expressió de la societat.
Va tornar en diverses ocasions a Espanya des de 1977, però arrelat a través dels seus fills a Mèxic, va morir allí el 23 de març de 1999.